# Temple vaudois de Turin
Le temple vaudois de Turin (italien : tempio valdese di Torino) est un lieu de culte chrétien protestant vaudois situé dans la ville italienne de Turin, corso Vittorio Emanuele II, 23. Il est rattaché à l'Église évangélique vaudoise.

## Histoire
Jusqu'en 1848, les Vaudois n'ont pas le droit de résider à Turin, encore moins d'y célébrer le culte. La chapelle protestante de l'ambassade de Prusse accueille néanmoins quelques Italiens. En 1849, la congrégation évangélique de Turin est officiellement rattachée à l'église delle Valli. Le changement de situation juridique créé par les lettres patentes du roi Charles-Albert et l'initiative résolue du colonel anglais Charles Beckwith, soutenu par le banquier Giuseppe Malan dans l'achat du terrain, rend possible la construction du bâtiment actuel. Le temple est inauguré le 15 décembre 1853 en présence des ambassadeurs de Prusse, d'Angleterre, des Pays-Bas et de Suisse. 
En 1884 est inauguré dans la rue voisine la synagogue de Turin. 
Le 22 juin 2015, le pape François effectue une visite pastorale au temple vaudois de Turin. C'est la première fois qu'un pape visite une église vaudoise, après des siècles de persécutions. 

## Description

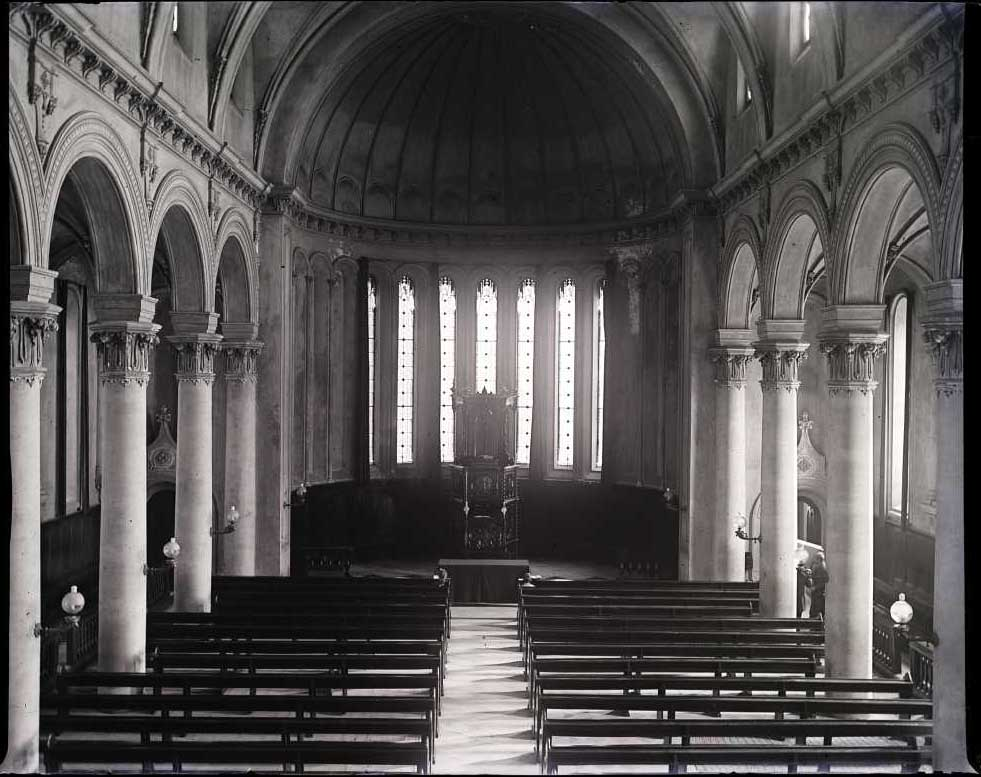
Intérieur du temple sur une photo de 1889

Le temple vaudois de Turin est édifié dans un style néo-roman, avec des influences néo-renaissance à l'intérieur. 
La façade est divisée en deux bandes superposées par une corniche en bas-relief sculptée. Elle est flanquée de deux minces clochers octogonaux se terminant chacun par une flèche. Dans la partie inférieure de la façade se trouve le portail avec une lunette inscrite dans un arc en plein-cintre portant l’inscription : « CREDI NEL SIGNOR GESÙ CRISTO E SARAI SALVATO » tiré des Actes des Apôtres, 16:31.   
L'orgue Pinchi opus 412, construit en 1996, se trouve sous la dernière arche entre la nef centrale et le bas-côté gauche. 